# Ларкинг, Гунхильд
Гунхильд Мария Ларкинг (швед. Gunhild Maria Larking, урождённая Сверд (Svärd); 13 января 1936 года, Йёнчёпинг) — шведская легкоатлетка, прыгунья в высоту. Пятикратная чемпионка Швеции, первенствовавшая на национальном уровне 4 года подряд — с 1952 по 1956 год. Участница Олимпийских игр 1952 (9-е место) и 1956 годов (4-е место). Во второй Олимпиаде выступала уже будучи беременной (о чём узнала позже), при этом установила национальный рекорд 1,67 м и проиграла второму и третьему месту только по количеству попыток. На чемпионате Европы в Берне в 1954 году также стала четвёртой.